# Kudelův rodinný dům
Kudelův rodinný dům byl postaven v letech 1926–1927 ve funkcionalistickém stylu podle návrhu architekta Jana Víška. Budova se nachází v brněnském katastrálním území Stránice č. p. 145 (Masarykova čtvrť), ulice Klácelova č. o. 10 / Havlíčkova č. o. 36.

## Historie a popis

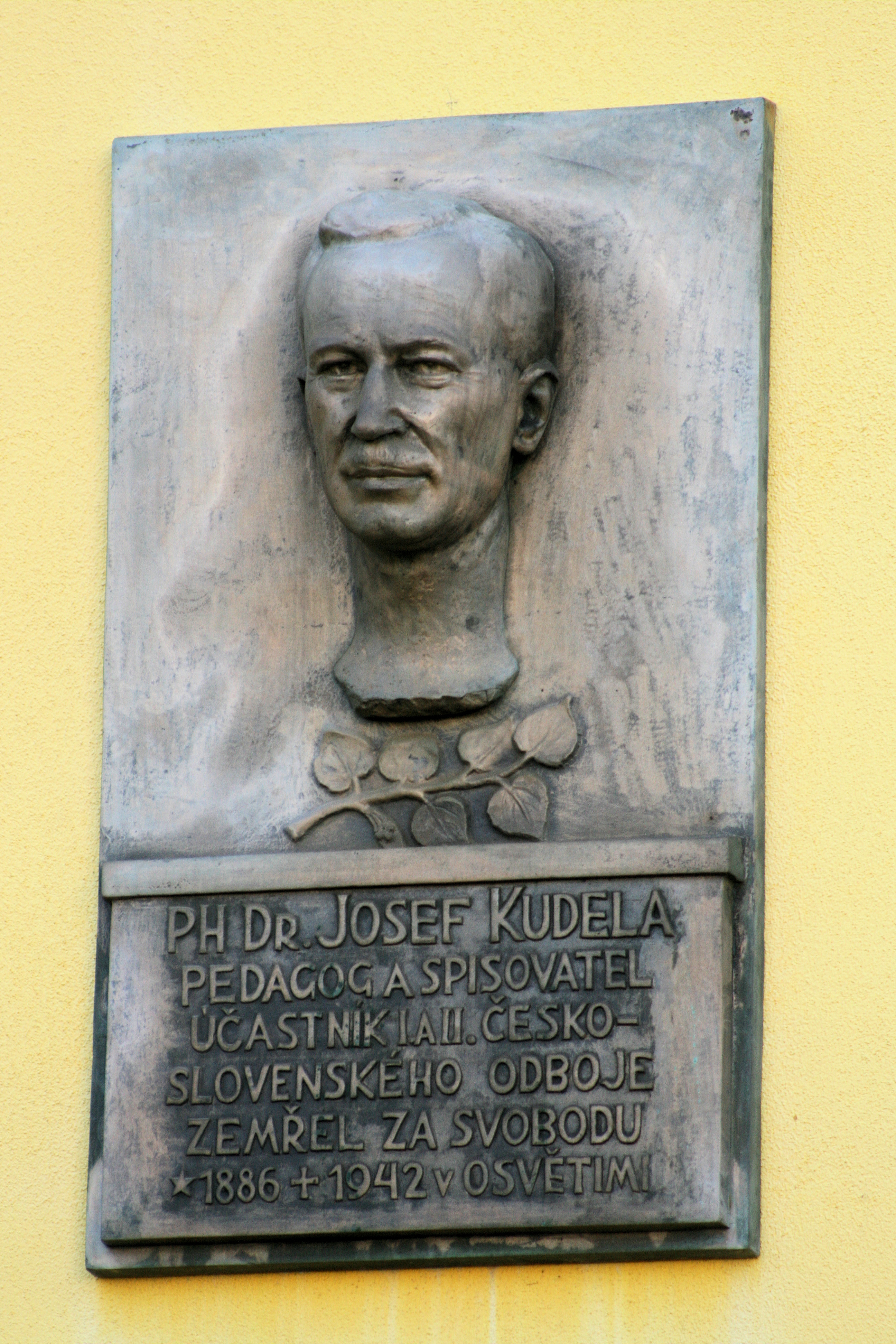
Pamětní deska původního majitele domu

Stavebníkem domu byl Josef Kudela (1886–1942), který pracoval jako profesor latiny a řečtiny na gymnáziu v Legionářské ulici v Brně, jehož se později stal ředitelem. Kudela byl rovněž ruským legionářem, účastnil se i odboje za nacistické okupace. Byl však zatčen a zemřel v koncentračním táboře v Osvětimi. Pamětní deska Josefa Kudely z roku 1960 se nachází na jeho rodinném domě.
Kudelův rodinný dům navrhl architekt Jan Víšek ve stylu racionálního funkcionalismu. Exteriérově minimalistická budova s půdorysnými rozměry 10,7×9,5 m postavená v letech 1926–1927 se nachází obklopena zahradou na severovýchodním svahu Žlutého kopce. V nejnižším podlaží, které se částečně zařezává do kopce, se nachází hlavní vstup s malou předsíní a jednoramenným schodištěm v ose domu. Zbylý prostor v tomto podlaží byl využit pro sklep s prádelnou a jednopokojový byt domovníka s kuchyní. Schody v prvním patře ústí do malé předsíně, odkud vedou troje dveře. Vpravo se návštěvník dostane do kuchyně s navazující spíží a pokojíkem pro služku. Dveře vlevo vedou do obývací haly, z níž lze vyjít po dalším schodišti v ose domu do dalšího podlaží. Hala je propojená s jídelnou (dveře vpřed z předsíně), vedle níž se nachází veranda s francouzským oknem do zahrady. V nejvyšším patře vedou schody do symetrické předsíně uprostřed budovy, do které ústí čtvery dveře z ložnic a jedny z koupelny se záchodem. Z pokoje pána vede schodiště do malé krychlové půdy s východem na plochou střechu.
Jedná se o jednu z prvních realizací Víškovy soukromé kanceláře založené roku 1926. Při projektu tohoto domu byl zřejmě ovlivněn Adolfem Loosem.
3. května 1958 byl dům zapsán na seznam kulturních památek.